# Samantha Ncube Mahlangu
Samantha Ncube Mahlangu là một nữ diễn viên Anh gốc Zimbabwe Nollywood  đến từ Coventry, Vương quốc Anh .

## Bối cảnh cuộc sống
Samantha sinh ra ở Bulawayo sau đó lớn lên ở Kezi, nơi cô được bà ngoại nuôi dưỡng trong khi mẹ cô đang làm việc ở thủ đô. Cô đã đến trường cấp hai Donkwe-Donkwe và nhiều trường khác ở Zimbabwe trước khi cô quyết định rời đi để đến Vương quốc Anh để có một cuộc sống tốt hơn. Cô bắt đầu với tư cách là một nhân viên hỗ trợ, sau đó đến trường đại học để nghiên cứu ứng dụng và nghiên cứu cộng đồng xã hội. Sau khi tốt nghiệp, cô bắt đầu làm việc cho các dịch vụ trẻ em của thành phố Coventry.     

## Bối cảnh sự nghiệp
Samantha Ncube gia nhập ngành công nghiệp điện ảnh một cách tình cờ vào năm 2012, và bộ phim đầu tay của cô có tựa đề Amazansi được sản xuất bởi Lawrence Mthinsi, một nhà sản xuất phim người Zimbabwe ở Anh. Năm 2015, Samantha Ncube được phát hiện bởi Nữ hoàng Nollywood HRH Theodora Ibekwe-Oyebade. Oyebade đã khởi xướng mời Samantha tham gia các buổi thử giọng khác nhau với Nelson Spyke (Người sáng lập Nollywood UK). Cô đã trở thành một trong những người Zimbabwe đầu tiên tham gia Nollywood và cô đã đóng các vai trong, Jaccuzi, Complicated để đề cập đến một vài và một vài bộ phim mà cô đóng trong đó đã giành được giải thưởng.

## Đóng phim
- - Complicated
  - For The Love Of Money
  - Jaccuzi[4]
  - 1 Billion Blaster
  - Maids of Doclands
  - Unpredictable Romance[5][6]
  - Warrior Princess

### Phim truyền hình
- Vợ [7][8]

## Giải thưởng và giấy chứng nhận
- Công nhận đóng góp cho ngành công nghiệp điện ảnh châu Phi - Học viện điện ảnh và điện ảnh Cameroon 2016 [9]
- Nhân vật truyền thông của năm 2017 - Giải thưởng Achievers của Zimbabwe [10][11][12][13]
- Nữ diễn viên của năm 2016 (Vì tình yêu của tiền) - Giải thưởng âm nhạc và nghệ thuật của Zimbabwe Vương quốc Anh [14]
- Giải thưởng Công nhận 2018 - Giải thưởng Lãnh đạo & Giải trí Nollywood (NELAS) [15]

## Từ thiện
Samantha là đồng sáng lập của Pads for Princesses, một tổ chức từ thiện gửi khăn vệ sinh đến châu Phi cho trẻ em nữ không có khả năng chi trả.